# Dirphya delecta
Dirphya delecta är en skalbaggsart som beskrevs av Charles Joseph Gahan 1909. Dirphya delecta ingår i släktet Dirphya och familjen långhorningar.
Artens utbredningsområde är Kenya. Inga underarter finns listade i Catalogue of Life.